# Pakistanische Cricket-Nationalmannschaft in Irland in der Saison 2011
Die Tour der pakistanischen Cricket-Nationalmannschaft nach Irland in der Saison 2011 fand vom 28. bis zum 30. Mai 2011 statt. Die internationale Cricket-Tour war Bestandteil der Internationalen Cricket-Saison 2011 und umfasste zwei ODIs. Pakistan gewann die Serie 2–0.

## Vorgeschichte
Pakistan spielte zuvor eine Tour in den West Indies, während es für Irland die erste Tour der Saison war. Das letzte Aufeinandertreffen der beiden Mannschaften fand beim Cricket World Cup 2007 statt. Abgesehen davon war es die erste eigenständige Tour Pakistans nach Irland, da vorhergehende aufeinandertreffen zumeist im Rahmen von Touren der Pakistanis gegen England stattfanden.

## Stadion
Das folgende Stadion wurde für die Tour als Austragungsort vorgesehen und am 25. März 2011 bekanntgegeben.
| Stadion                 | Stadt   | Kapazität | Spiele      |
| ----------------------- | ------- | --------- | ----------- |
| Stormont Cricket Ground | Belfast | 7.000     | 1. & 2. ODI |

## Kaderlisten
Irland und Pakistan benannten ihren Kader am 19. Mai 2011.
| ODI | ODI |
| Irland | Pakistan |
| --- | --- |
| - William Porterfield (K) - Alex Cusack - Trent Johnston - Nigel Jones - Ed Joyce - Niall McDonnell - John Mooney - Kevin O’Brien - Niall O’Brien - Boyd Rankin - Albert van der Merwe - Andrew White - Gary Wilson | - Misbah-ul-Haq (K) - Abdur Rehman - Asad Shafiq - Azhar Ali - Hammad Azam - Junaid Khan - Mohammad Hafeez - Mohammad Salman - Saeed Ajmal - Shahid Afridi - Tanvir Ahmed - Taufeeq Umar - Umar Akmal - Umar Gul - Wahab Riaz - Younis Khan |

## One-Day Internationals

### Erstes ODI in Belfast
| 28. Mai Scorecard | Belfast | Irland 96 (20/38)                           | – | Pakistan 97-3 (27.3/36) |
|                   |         | Pakistan gewinnt mit 7 Wickets (D/L method) |   |                         |

### Zweites ODI in Belfast
| 30. Mai Scorecard | Belfast | Irland 238-8 (50)              | – | Pakistan 242-5 (48.4) |
|                   |         | Pakistan gewinnt mit 5 Wickets |   |                       |